# Единожды солгав (сериал)
«Единожды солгав» (англ. Fool Me Once) — британский телесериал, снятый по заказу Netflix по одноимённому роману Харлана Кобена. Автором сценария стал Дэнни Броклхерст. Главные роли в сериале исполнили Мишель Киган, Ричард Армитидж, Адил Ахтар и Джоанна Ламли. Премьера состоялась 1 января 2024 года.

## Сюжет
Семья потрясена двумя убийствами. Убитая горем Майя Стерн смирилась с убийством своего мужа Джо. Но вскоре её печаль сменяется смятением после того, как Джо обнаруживают на видеозаписи с камеры, установленной в детской. Тем временем её племянники, Эбби и Дэниел, пытаются найти правду об убийстве своей матери и видят возможную связь между обоими делами.

## В ролях
- Мишель Киган — Майя Стерн
- Ричард Армитидж — Джо
- Адиль Ахтар — сержант Сами Кирс
- Джоанна Ламли — Джудит Беркетт
- Эмметт Джей Скэнлан — Шейн Тессье
- Дино Фетшер — Марти Макгреггор
- Маркус Гарви
- Хэтти Морахан — Кэролайн Беркетт
- Джеймс Норткот

## Производство
Место действия телесериала, в отличае от книги, перенесено из США в Великобританию. Харлан Кобен, создатель сериала, также выступит в качестве исполнительного продюсера сериала. Это одна из нескольких адаптаций произведений Кобена компанией Netflix. Дэнни Броклхерст — выступит сценаристом и исполнительным продюсером. Режиссёрами эпизодов выступят Дэвид Мур и Нимер Рашед.
Съемки начались в Манчестере, в феврале 2023 года; планировалось, что они будут проходить в разных местах на северо-западе Великобритании.
Планировалось, что сериал доступен на Netflix.